# 喬斯 (科羅拉多州)
喬斯（英語：Joes）是位於美國科羅拉多州尤馬縣的一個人口普查指定地區。

## 地理
喬斯的座標為39°39′21″N 102°40′30″W / 39.65583°N 102.67500°W，而該地最高點為海拔高度1302米（即4272英尺）。

## 人口
根據2010年美國人口普查的數據，喬斯的面積為5.00平方千米，當中陸地面積為5.00平方千米，而水域面積為5.00平方千米。當地共有人口80人，而人口密度為每平方千米16人。